# Sita Sud
Sita Sud - Sicurezza e Trasporti Autolinee S.r.l. (o più semplicemente solo Sita Sud) è una società che si occupa del trasporto passeggeri su gomma nel Sud Italia.
È al 100% della Finsita Holding S.p.A. (Vinella Group) e gestisce le attività già Sita in Campania, Basilicata e Puglia. Nasce nel 2011 dalla scissione di SITA in due società distinte.

## Esercizio

### Basilicata
La divisione fa parte del consorzio Cotrab e effettua linee nelle provincie di Matera e Potenza e un collegamento con l'aeroporto di Bari-Palese.

### Puglia
La divisione pugliese fa parte del consorzio Cotrap e effettua linee nelle provincie di Bari, Foggia, Lecce e Taranto.

### Campania
Sita Sud effettua collegamenti giornalieri da Napoli e Salerno per la Penisola Sorrentina, per la costiera amalfitana, per i Monti Lattari per il Litorale Cilentano, per il Vallo di Diano, per l’Università degli Studi di Salerno in Fisciano e la Provincia di Potenza, nonché tratte con capolinea ad Avellino.
Nei primi mesi del 2014 una lunga trattativa tra enti regionali e la compagnia, resa necessaria dalla minaccia di cessare ogni attività nella regione per insufficienza dei corrispettivi di esercizio nonché di uscita da UnicoCampania, si è risolta positivamente con un accordo fra Sita Sud, Regione Campania e le province di Salerno, Napoli ed Avellino.

### Linee Nazionali
Sita Sud inoltre effettua anche collegamenti Salerno-Napoli-Bari.

## Azionisti
- FINSITA HOLDING - 70,87%
- FINSITA & Luciano Vinella - 18,021%
- Luciano Vinella - 11,11%